# Zapora Sanmenxia
Zapora Sanmenxia – zapora i elektrownia wodna na rzece Huang He, w Chinach na pograniczu prowincji Shanxi i Henan.    

## Historia
Powstanie zapory jest jednym z najbardziej znanych przykładów polityki "Wielkiego skoku naprzód" realizowanego w CHRL pomiędzy 1958 a 1962 rokiem.   
Wstępne plany lokalizacji i budowy zapory przypadają na 1935 rok. Budowa obiektu zrealizowana została pomiędzy 1957 a 1960 rokiem. Całkowita długość zapory wynosi 713 metrów, a jej wysokość 106 metrów. Od 1975 w ramach zapory funkcjonuje elektrownia wodna o mocy 400 MW.
W wyniku spiętrzenia wód zapory utworzony został sztuczny rezerwuar wodny. W ostatnich latach władze planowały remont fasady zapory oraz zwiększenie mocy funkcjonującej w jej ramach hydroelektrowni.
Konsekwencją powstania zapory stało się wysiedlenie z miejsc dotychczasowego zamieszkania około 319 tysięcy osób.